# Аґнес фон Крусеншерна

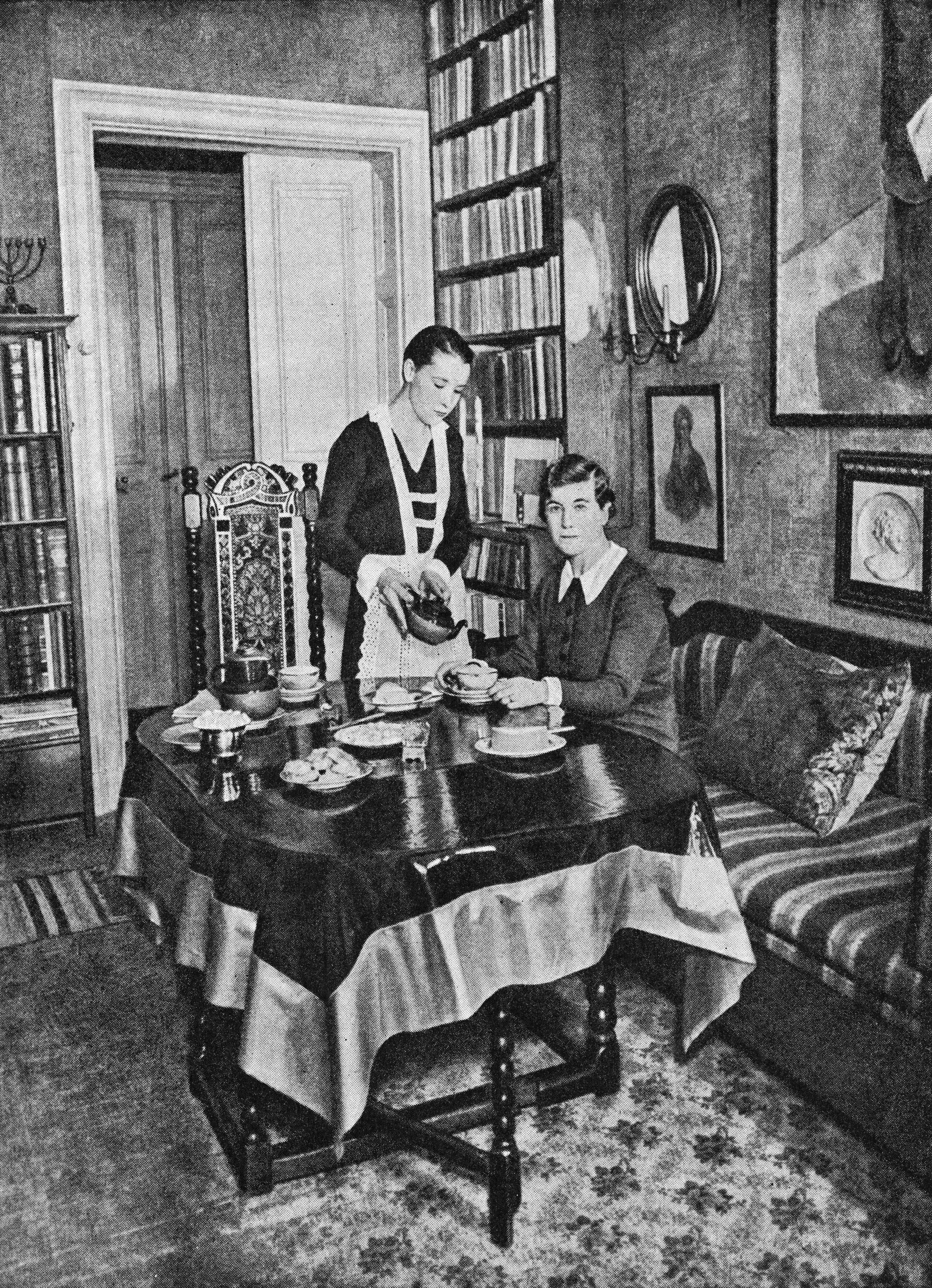
Аґнес фон Крусеншерна у своїй оселі. 1930-ті роки.

А́ґнес Ю́лія Фре́дріка фон Кру́сеншерна (швед. Agnes Julie Fredrika von Krusenstjerna; нар. 9 жовтня 1894, Векше, Крунуберг, Швеція — † 10 березня 1940, Стокгольм, Швеція) — видатна шведська письменниця та феміністка. Піонерка нової хвилі у шведській літературі — відкритішого і відвертішого зображення еротики міжлюдських стосунків. Обстоювала право жінок вільно висловлюватися й боротися за вільнішу сексуальну мораль.

## Життєпис
Народилася в сім'ї полковника Вільгельма Ернста фон Крусеншерни, командувача Євлінґенського полку, і Еви Софії фон Крусеншерни (до шлюбу Гамільтон). Шляхтянка по мечу й кужелі. З материного боку правнучка класика шведської літератури Еріка Ґустафа Гейєра, внучка Адольфа Людвіґа Гамільтона й небога Гуґо Гамільтона. З батькового боку — небога Едварда фон Крусеншерни. 
Дитинство провела у Векше. У домі панувала тепла, приязна атмосфера. Аґнес і її трьох братів виховували в дусі пошани до літератури й письменників, особливо до Еріка Ґустафа Гейєра. Цей період життя Аґнес ще в 11 років, у квітні 1905 року, охарактеризувала так:
| Спершу я опишу свою родину і себе саму. Наша родина складається з трьох хлопців, милої мами, милого тата й мене самої — дівчинки.Оригінальний текст (швед.) Nu skall jag först beskriva min familj och mig själv. Vår familj består av 3 gossar och en snäll mamma, och en snäll pappa och mig själv som är en flicka. |
1902 року родина перебралася до Євле, де Аґнес у 1904-му пішла до школи для дівчат. У 1909 році батько вийшов на пенсію й перевіз родину до Стокгольма. Там Аґнес у 1909—1911 роках навчалась у Стокгольмській вищій учительській семінарії Анни Сандстрем. У 1912—1913-му здобувала освіту приватно. 
У 1914 році мусила розірвати заручини з молодим студентом-медиком — нерівнею їй, що спровокувало перший депресивний епізод (спадок роду Гамільтонів), загострений невдачами в коханні трьох кузенів Гамільтонів у Євле (наймолодший, ровесник Аґнес, наклав на себе руки). Самогубство двоюрідної сестри Вівеки Гамільтон у 1917 році наклало відбиток на творчість письменниці, стало, за її словами, провістю майбутніх неврозів і заламань.
1918 року письменниця провела 9 місяців у психіатричній лікарні в Сульні, про яку, описану як «імператорський готель», згодом видала нетипові для свого часу мемуари. Під час погіршення стосунків із родиною, від якої залежала матеріально, Аґнес виношує плани самогубства, а невдовзі, під час повної пригод мандрівки в Англії, вирішує порвати з «добропорядним» середовищем, у котрому виросла. «Я сита по горло високою шляхтою, вірою в Бога й моральністю…», — пише вона у щоденнику.
Навесні 1921-го знайомиться з шведським літератором Бруром Давідом Мартіном Спренґелем (1880—1941) і всупереч волі батьків, котрі наполягали на Ґерарді Уденкранці, бере з ним шлюб у Стокгольмі Спренґель чинив великий вплив на мисткиню — спонукував до творчості, пожертвував письменницькою кар'єрою, щоб підтримувати дружину як письменницю й людину, редагував і видавав усю її творчість; проте й намовляв остаточно порвати з родиною.
Викидень у червні 1924-го спричинив кризу тривалістю в кілька років, надуживання алкголем і наркотиками. Раз по разу в щоденнику та листуванні трапляються твердження, що Аґнес не може бути «справжньою жінкою», бо неплідна.
У січні 1940-го у письменниці діагностовано злоякісну пухлину мозку. 9 березня прооперована, а наступного дня Аґнес фон Крусеншерна померла. Похована на Північному цвинтарі у Стокгольмі. У некролозі Давід Спренґель процитував останні слова роману «Тоні виростає: сцени з дитинства»: Och hon gick vidare in i det tätnande mörkret. / «І вона пішла — у дедалі густішу пітьму». На могилі поставлено надгробок роботи скульптора Карла Ельда — статуя Крусеншерни на повний зріст.

## Творчість
Аґнес фон Крусеншерна почала писати вірші тринадцятилітньою, в 1907 році. Перші збірки її поезій надруковані у щомісячнику видавництва Бонньєра (Klippta vingar / «Підстрижені крила», вересень 1915; Ensam / «Самотня», жовтень 1916; Hennes vän / «Її друг», листопад 1917). У прозі дебютувала 1917 року книжкою про два місяці в житті 18-річної шляхтянки «Нінин щоденник». Твір помітили не за зміст, а тому, що його написала правнучка Гейєра. 
Справжній успіх прийшов з публікацією у 1922—1926 роках циклу з трьох романів про становлення дівчини Тоні з вищого прошарку суспільства: «Тоні виростає: сцени з дитинства», «Шкільні роки Тоні: епізоди з юності» та «Останній шкільний рік Тоні: мандрівка до імператорського готелю». Ці твори викликали широкий розголос завдяки новаторському, відкритому змалюванню інтимних, сексуальних сцен та відчуттів. У Швеції першої чверті ХХ століття таке було незвичним, як і опис життя у Сульнській психіатричній лікарні.
Другий цикл «Панночки з Палена» (1930—1935) спричинив різку реакцію в країні, оскільки ці сім романів містили мотиви кровозмішення й описи статевих актів. 1933 року в літературно-критичних колах Швеції почалася гостра дискусія, яка згодом дістала назву «Суперечка про Крусеншерну» або «Суперечка про фон Паленів» (Krusenstjernafejden, von Pahlenfejden). 1934 року видання Biblioteksbladet («Бібліотечний листок») помістило відгук на четвертий і п'ятий романи другого циклу — «Браму біля Юганнеса» і «Закохану пару»:
| Дві останні частини цього великого циклу — своєрідна суміш історії роду та опису звичаїв — мають чимало спільних рис із попередніми трьома. Крім хисту з допомогою ощадливих засобів влучно зобразити середовище та його зовнішні прикметні риси так, що постає враження живої й правдивої картини, Аґнес фон Крусеншерна володіє засобами ліричної чарівливої мови, які, однак (особливо в «Брамі біля Юганнеса»), подекуди з'їжджають на банальний тон. Спільні для всіх п'яти частин також деякі головні дійові особи в багатій галереї постатей, і навряд чи можна ствердити, що опис їх становлення й розвитку хибує на послідовність. Але треба засудити те, що в авторки сильний натиск на змалювання всемогутньої чуттєвості, характерний її попереднім творам, тут породив відьомську коловерть еротичних ускладнень. Нормальне і ненормальне виступають пліч-о-пліч — у світлі то прозорої поезії, то такого їдкого реалізму, що читач втрачає зацікавлення дегенератами на рівні худоби, які стали об'єктом письменницького таланту аналізувати. Цей хворий роман — хоч місцями й блискуче написаний — у його нинішньому вигляді не годиться для читання широким масам[6]. Оригінальний текст (швед.) De två sista delarna av denna stora roman — ett slags blandning av familjehistoria och sedeskildring — ha en hel del drag gemensamma med de tidigare. Förutom den träffsäkra konsten att med diskreta medel skildra miljöer och yttre tillstånd så att de stå levande och sanna för vår syn har Agnes von Krusenstjerna i behåll sitt lyriskt charmfulla språk, som dock (särskilt i fjärde delen) någon gång glider ned i ett mera banalt tonläge. En del av de viktigaste gestalterna i det rika persongalleriet äro också gemensamma för alla delarna, och man kan knappast göra gällande, att skildringen av deras utvecklingsgång i högre grad saknar konsekvens. Men man måste beklaga, att den starka tonvikt, som förf. redan tidigare lagt på skildringen av det sinnligas allmakt, här utvecklats till en häxdans av erotiska förvecklingar. Det normala och det onormala förekommer sida vid sida, än genomlyst av skir poesi, än skildrat med så frän realism, att läsaren förlorar intresset för den degenererade fänad, som utgör föremålet för författarinnans analyseringskonst. En sjuk roman med delvis glänsande partier, men i sitt nuvarande skick oläsbar för en större allmänhet. |
Суперечка про «Панночок» тривала два роки й переродилася в широку запальну дискусію про загальний стосунок прози та поезії до етичних і моральних норм, обов'язкових у тодішньому суспільстві. На стороні авторки скандального циклу стояли, зокрема, літератори Ейвінд Юнсон, Юганнес Едфельт, Ельмер Діктоніус, а особливо Карін Боє. Фон Крусеншерна провела паралель із цензурою, що в ті часи гнітила яскраво еротичну літературу в нацистській Німеччині. Фон Крусеншерну підтримав також впливовий ліберальний журналіст Торґню Сегерстедт. Дискусія сягнула апогею у 1935-му, на письменницькій конференції в Сиґтуні, де однією з тем стало питання красного письменства і моралі. Ядром і водночас каменем спотикання у дебатах було право жінок вільно висловлюватися й боротися за вільнішу статеву мораль.
Останній цикл письменниці — незакінчений автобіографічний «Зубожілий прошарок» (1935—1938). Чотирьом романам циклу, як і книжкам про Тоні, притаманні мотиви, взяті з особистого життя фон Крусеншерни, але в цих останніх творах вони великою мірою стосуються родини авторки. Кульмінацією останнього роману «Напровесні життя» стало самогубство героїні, в якій фон Крусеншерна уособила свою кузину Вівеку Гамільтон.
Фон Крусеншерна відома також як перекладачка. У 1917—1924 роках опубліковано її переклади романів. З німецької — «Зниклий Кох-і-Нур» Отто фон Ґоттберґа. З англійської — «Директор театру» Арнольда Беннетта, «Дійсність» Олів Вадслі, «Чоловік, що був добрим» Леонарда Мерріка й «Вогонь, розпалений пустельним вітром» Катлін Роудз.
Значну частину творів письменниці перекладено данською. Окремі твори — фінською, норвезькою, французькою і чеською.

## Твори

### Романи
- Ninas dagbok (1917) — «Нінин щоденник»
- Helenas första kärlek (1918) — «Перше кохання Гелени»
- Fru Esters pensionat (1927) — «Пансіонат пані Естер»

#### Трилогія про Тоні
1. Tony växer upp: scener ur ett barndomsliv. Stockholm: Bonnier. 1922. Libris 17576636 — «Тоні виростає: сцени з дитинства»
2. Tonys läroår: episoder ur en ungdom. Stockholm: Bonnier. 1924. Libris 17603536 — «Шкільні роки Тоні: епізоди з юності»
3. Tonys sista läroår: resa till kejsarens hotell. Stockholm: Bonnier. 1926. Libris 17603540 — «Останній шкільний рік Тоні: мандрівка до імператорського готелю»

#### Панночки з Палена
1. Den blå rullgardinen (1930) — «Блакитна гардина»
2. Kvinnogatan (1930) — «Жіноча вулиця»
3. Höstens skuggor (1931) — «Осінні тіні»
4. Porten vid Johannes (1933) — «Брама біля Юганнеса»
5. Älskande par (1933) — «Закохана пара»
6. Bröllop på Ekered. — Stockholm: Spektrum. 1935. Libris 17877475 — «Весілля в Екереді»
7. Av samma blod. — Stockholm: Bonnier. 1935. Libris 17636526 — «Тої самої крові»

#### Зубожілий прошарок
1. Fattigadel (1935) — «Зубожілий прошарок»
2. Dunklet mellan träden (1936) — «Пітьма між деревами»
3. Dessa lyckliga år (1937) — «Ці щасливі роки»
4. I livets vår (1938) — «Напровесні життя»

### Збірки оповідань
1. Händelser på vägen (1929) — «Події на дорозі»
2. Delat rum på Kammakaregatan (1933) — «Гуртове житло на вулиці Каммаркареґатан»
3. En ung dam far till Djurgårdsbrunn (1933) — «Молода дама їде до Юрґордсбрунна»
4. Vivi, flicka med melodi (1936) — «Віві, дівчинка з мелодією»

### Збірки віршів
- Nunnornas hus (1937) — «Дім монахинь»

### Переклади
- Otto von Gottberg. Der verschwundene Kohinor / «Den försvunna koh-i-nooren». — Stockholm: Bonnier 1917, 211 s. (з німецької)
- Arnold Bennett. «Teaterdirektören». — Stockholm: Bonnier 1920, 310 s. (з англійської)
- Olive Wadsley. «Verklighet». — Stockholm 1921, 350 s. (з англійської)
- Leonard Merrick. The Man Who Was Good / «Mannen som var god». — Stockholm 1924, 266 s. (з англійської)
- Kathlyn Rhodes. The Desert Dreamers / «Elden som ökenvinden tände». — Stockholm: Lars Hökerbergs bokförlag, 1924, 301 s. (з англійської)

## Вшанування пам'яті
- Портрет Аґнес фон Крусеншерни пензля Ольги Рафаель-Лінден (1933 рік) поміщено у Ґрипсгольмському замку (Марієфред), де зібрано портрети видатних людей, пов'язаних із Швецією.
- 1986 року знято 117-хвилинний художній фільм «Amorosa» («Закохана») про життя Аґнес фон Крусеншерни.
- 2006 року в Євле засновано товариство Аґнес фон Крусеншерни.
- Восени 2011 — навесні 2012 року в Євле міська бібліотека і газета «Gefle Dagblad» провели масштабний захід, присвячений роману «Зубожілий прошарок», у якому йдеться про Євле та городян цього міста. Безкоштовно роздано 4000 примірників твору, актори міського театру виступили з читанням творів письменниці, у книжкових гуртках і в товаристві фон Крусеншерни влаштовано літературні дискусії, у «Gefle Dagblad» опубліковано цикл статей про фон Крусеншерну та її творчість[4].

## Зовнішні зв'язки
- Твори Аґнес фон Крусеншерни на сайті «Projekt Runeberg» [Архівовано 4 березня 2016 у Wayback Machine.]
- Сайт товариства Аґнес фон Крусеншерни[недоступне посилання з лютого 2019]
- Твори Твори Аґнес фон Крусеншерни на сайті «Libris» [Архівовано 6 березня 2016 у Wayback Machine.]
- Твори Аґнес фон Крусеншерни на сайті «Klassisk svensk litteratur» [Архівовано 4 лютого 2019 у Wayback Machine.]